# とろけちゃうダンディ〜
『とろけちゃうダンディ〜』は、2009年7月8日に発売されたmihimaru GTの21枚目のシングル。発売元はユニバーサルミュージック。

## 解説
- 前作「Switch」からわずか3週間の短期間でのリリースとなる2009年第2弾シングル。「Switch」とともに、シリアルナンバーが記載されており、それによりミニライブ＆ハイタッチ会、またはグッズへの抽選に応募できる。
- 2006年7月リリースの「ツヨクツヨク」（19位）以来のオリコントップ10落ち。

## 収録内容
1. とろけちゃうダンディ〜
  - 作詞：hiroko、mitsuyuki miyake / 作曲：mitsuyuki miyake / 編曲：DJ MINORU、Yuuki Takahashi

日本テレビ系列「スッキリ!!」テーマソング
2. mute
  - 作詞：hiroko、mitsuyuki miyake / 作曲：mitsuyuki miyake / 編曲：tasuku
3. とろけちゃうダンディ〜 (Instrumental)
4. mute (Instrumental)

### DVD（初回盤のみ）
1. とろけちゃうダンディ〜（Video Clip）
2. とろけちゃうダンディ〜 メイキング映像

## 収録アルバム
とろけちゃうダンディ〜
- mihimalogy
- THE BEST of mihimaru GT 2
- 10th Anniversary BEST 2003-2013
- THE SINGLE of mihimaru GT

mute
- mihimania III〜コレクション アルバム〜
- mihimania collection